# Vicesegretario della Difesa degli Stati Uniti d'America
Il Vicesegretario della Difesa degli Stati Uniti d'America (dall'inglese, United States Deputy Secretary of Defense, acronimo DepSecDef) è una carica statutaria e rappresenta il secondo funzionario più importante del Dipartimento della Difesa degli Stati Uniti d'America. Si occupa di fare le veci del segretario della Difesa e ne è dipendente.
Il Vicesegretario della Difesa è il principale deputato civile del Segretario della Difesa, ed è nominato dal Presidente degli Stati Uniti, con il parere e il consenso del Senato. Per statuto, il Vicesegretario è designato come Direttore generale del Dipartimento della Difesa, deve essere un civile e non un militare, il quale deve essere stato rimosso dal servizio di ufficiale militare in servizio attivo da almeno sette anni alla data della nomina.
L'attuale Vicesegretario della Difesa degli Stati Uniti d'America è Steve Feinberg, in carica dal 17 marzo 2025.

## Storia
Originariamente il Public Law 81-36 del 2 aprile 1949 prevedeva che tale incarico avesse la denominazione di Sottosegretario della difesa, tuttavia la Public Law 81-2 del 16 agosto 1949, anche nota come gli Emendamenti del 1949 al National Security Act del 1947, cambiò il titolo in Vicesegretario della Difesa. L'allora assistente del Presidente Franklin D. Roosevelt, Stephen Early, divenne il primo titolare della carica, prestando giuramento il 2 maggio 1949.
Il Public Law 92-596 del 27 ottobre 1972 introdusse la carica di Secondo Vicesegretario della Difesa, prevedendo che entrambe le cariche svolgano i medesimo ruoli e responsabilità come previsto dal Segretario della Difesa. La posizione di Secondo Vicesegretario rimase vacante fino al 23 dicembre 1975, quando venne nominato e prestò giuramento Robert Ellsworth. Egli ricoprì tale carica fino al 10 gennaio 1977, ed è stato l'unico nella storia degli Stati Uniti ad aver mai ricoperto tale carica.
Il Public Law 95-140 del 21 ottobre 1977 introdusse le due cariche di Sottosegretario della Difesa, abolendo la carica del Secondo Vicesegretario della Difesa.

## Responsabilità
Per delega, il Vicesegretario della Difesa ha pieno potere e autorità di agire al posto del Segretario della Difesa e di esercitare i poteri del Segretario della Difesa in merito a tutte le questioni per le quali il Segretario è autorizzato ad agire ai sensi dello statuto o di un ordine esecutivo. Il Vicesegretario è il primo in linea di successione al Segretariato della Difesa. 
Il compito tipico del Vicesegretario della Difesa è quello di supervisionare l'attività quotidiana e gestire i processi di gestione interna del bilancio del Dipartimento della Difesa degli Stati Uniti (che ammonta a circa 721 miliardi di dollari) in qualità di suo direttore operativo. Ciò permette al Segretario della Difesa, in qualità di amministratore delegato, si concentra sulle questioni principali all'ordine del giorno, sulle operazioni militari in corso, le audizioni importanti al Congresso degli Stati Uniti, partecipare alle riunioni del Consiglio di Sicurezza Nazionale e fornire il proprio parere al Presidente degli Stati Uniti in materia di difesa.

## Lista dei Vicesegretari della Difesa
| No. | Immagine | Nome                          | Mandato                       | Mandato                         | Mandato                | Segretario della Difesa                                                                  | Presidente           |
| No. | Immagine | Nome                          | Inizio                        | Fine                            | Tempo di servizio      | Segretario della Difesa                                                                  | Presidente           |
| --- | -------- | ----------------------------- | ----------------------------- | ------------------------------- | ---------------------- | ---------------------------------------------------------------------------------------- | -------------------- |
| 1   |          | Stephen Early                 | 2 maggio 1949 10 agosto 1949  | 9 agosto 1949 30 settembre 1950 | 1 anno e 151 giorni    | Louis A. Johnson George Marshall                                                         | Harry S. Truman      |
| 2   |          | Robert A. Lovett              | 4 ottobre 1950                | 16 settembre 1951               | 316 giorni             | George Marshall                                                                          | Harry S. Truman      |
| 3   |          | William Chapman Foster        | 24 settembre 1951             | 20 gennaio 1953                 | 1 anno e 118 giorni    | Robert A. Lovett                                                                         | Harry S. Truman      |
| 4   |          | Roger M. Kyes                 | 2 febbraio 1953               | 1º maggio 1954                  | 1 anno e 88 giorni     | Charles E. Wilson                                                                        | Dwight D. Eisenhower |
| 5   |          | Robert B. Anderson            | 3 maggio 1954                 | 4 agosto 1955                   | 1 anno e 93 giorni     | Charles E. Wilson                                                                        | Dwight D. Eisenhower |
| 6   |          | Reuben B. Robertson, Jr.      | 5 agosto 1955                 | 25 aprile 1957                  | 1 anno e 263 giorni    | Charles E. Wilson                                                                        | Dwight D. Eisenhower |
| 7   |          | Donald A. Quarles             | 1º maggio 1957                | 8 maggio 1959                   | 2 anni e 7 giorni      | Charles E. Wilson Neil H. McElroy                                                        | Dwight D. Eisenhower |
| 8   |          | Thomas S. Gates               | 8 giugno 1959                 | 1º dicembre 1959                | 176 giorni             | Neil H. McElroy                                                                          | Dwight D. Eisenhower |
| 9   |          | James H. Douglas, Jr.         | 11 dicembre 1959              | 24 gennaio 1961                 | 1 anno e 44 giorni     | Thomas S. Gates Robert McNamara                                                          | Dwight D. Eisenhower |
| 10  |          | Roswell Gilpatric             | 24 gennaio 1961               | 20 gennaio 1964                 | 2 anni e 361 giorni    | Robert McNamara                                                                          | John F. Kennedy      |
| 11  |          | Cyrus Vance                   | 28 gennaio 1964               | 30 giugno 1967                  | 3 anni e 153 giorni    | Robert McNamara                                                                          | Lyndon B. Johnson    |
| 12  |          | Paul Nitze                    | 1º luglio 1967                | 20 gennaio 1969                 | 1 anno e 203 giorni    | Robert McNamara Clark Clifford                                                           | Lyndon B. Johnson    |
| 13  |          | David Packard                 | 24 gennaio 1969               | 13 dicembre 1971                | 2 anni e 323 giorni    | Melvin R. Laird                                                                          | Richard Nixon        |
| 14  |          | Kenneth Rush                  | 23 febbraio 1972              | 29 gennaio 1973                 | 341 giorni             | Melvin R. Laird                                                                          | Richard Nixon        |
| 15  |          | William P. Clements, Jr.      | 30 gennaio 1973               | 20 gennaio 1977                 | 3 anni e 356 giorni    | Elliot Richardson James R. Schlesinger Donald Rumsfeld                                   | Richard Nixon        |
| 16  |          | Robert Ellsworth              | 23 dicembre 1975              | 10 gennaio 1977                 | 1 anno e 18 giorni     | Donald Rumsfeld                                                                          | Gerald Ford          |
| 17  |          | Charles W. Duncan, Jr.        | 31 gennaio 1977               | 26 luglio 1979                  | 2 anni e 176 giorni    | Harold Brown                                                                             | Jimmy Carter         |
| 18  |          | W. Graham Claytor, Jr.        | 24 agosto 1979                | 16 gennaio 1981                 | 1 anno e 145 giorni    | Harold Brown                                                                             | Jimmy Carter         |
| 19  |          | Frank Carlucci                | 4 febbraio 1981               | 31 dicembre 1982                | 1 anno e 330 giorni    | Caspar Weinberger                                                                        | Ronald Reagan        |
| 20  |          | W. Paul Thayer                | 12 gennaio 1983               | 4 gennaio 1984                  | 357 giorni             | Caspar Weinberger                                                                        | Ronald Reagan        |
| 21  |          | William Howard Taft IV        | 3 febbraio 1984               | 22 aprile 1989                  | 5 anni e 78 giorni     | Caspar Weinberger Frank Carlucci Dick Cheney                                             | Ronald Reagan        |
| 22  |          | Donald J. Atwood Jr.          | 24 aprile 1989                | 20 gennaio 1993                 | 3 anni e 271 giorni    | Dick Cheney                                                                              | George H. W. Bush    |
| 23  |          | William J. Perry              | 5 marzo 1993                  | 3 febbraio 1994                 | 335 giorni             | Les Aspin                                                                                | Bill Clinton         |
| 24  |          | John M. Deutch                | 11 marzo 1994                 | 10 maggio 1995                  | 1 anno e 60 giorni     | William J. Perry                                                                         | Bill Clinton         |
| 25  |          | John P. White                 | 22 giugno 1995                | 15 luglio 1997                  | 2 anni e 23 giorni     | William J. Perry William Cohen                                                           | Bill Clinton         |
| 26  |          | John J. Hamre                 | 29 luglio 1997                | 31 marzo 2000                   | 2 anni e 246 giorni    | William Cohen                                                                            | Bill Clinton         |
| 27  |          | Rudy de Leon                  | 31 marzo 2000                 | 1º marzo 2001                   | 335 giorni             | William Cohen Donald Rumsfeld                                                            | Bill Clinton         |
| 28  |          | Paul Wolfowitz                | 2 marzo 2001                  | 13 maggio 2005                  | 4 anni e 72 giorni     | Donald Rumsfeld                                                                          | George W. Bush       |
| 29  |          | Gordon R. England             | 13 maggio 2005 4 gennaio 2006 | 4 gennaio 2006 11 febbraio 2009 | 236 giorni 1134 giorni | Donald Rumsfeld Robert Gates                                                             | George W. Bush       |
| 30  |          | William J. Lynn III           | 12 febbraio 2009              | 5 ottobre 2011                  | 2 anni e 235 giorni    | Robert Gates Leon Panetta                                                                | Barack Obama         |
| 31  |          | Ash Carter                    | 6 ottobre 2011                | 4 dicembre 2013                 | 2 anni e 59 giorni     | Leon Panetta Chuck Hagel                                                                 | Barack Obama         |
| –   |          | Christine Fox Ad interim      | 5 dicembre 2013               | 1º maggio 2014                  | 147 giorni             | Chuck Hagel                                                                              | Barack Obama         |
| 32  |          | Robert O. Work                | 1º maggio 2014                | 14 luglio 2017                  | 3 anni e 74 giorni     | Chuck Hagel Ashton Carter James Mattis                                                   | Barack Obama         |
| 33  |          | Patrick M. Shanahan           | 19 luglio 2017                | 1° gennaio 2019                 | 1 anno e 166 giorni    | James Mattis Se stesso (ad interim)                                                      | Donald Trump         |
| –   |          | David Norquist Ad interim     | 1° gennaio 2019               | 23 luglio 2019                  | 203 giorni             | Patrick M. Shanahan (ad interim) Mark Esper (ad interim) Richard V. Spencer (ad interim) | Donald Trump         |
| –   |          | Richard V. Spencer Ad interim | 24 luglio 2019                | 31 luglio 2019                  | 7 giorni               | Mark Esper                                                                               | Donald Trump         |
| 34  |          | David Norquist                | 31 luglio 2019                | 8 febbraio 2021                 | 1 anno e 192 giorni    | Mark Esper Lloyd Austin                                                                  | Donald Trump         |
| 35  |          | Kathleen Hicks                | 8 febbraio 2021               | 20 gennaio 2025                 | 3 anni e 347 giorni    | Lloyd Austin                                                                             | Joe Biden            |
| –   |          | Robert G. Salesses Ad interim | 28 gennaio 2025               | 17 marzo 2025                   | 48 giorni              | Pete Hegseth                                                                             | Donald Trump         |
| 36  |          | Steve Feinberg                | 17 marzo 2025                 | In carica                       | 0 anni e 36 giorni     | Pete Hegseth                                                                             | Donald Trump         |